# Мамедов, Фархад Низами оглы
Фархад Низами оглы Мамедов (азерб. Fərhad Nizami oğlu Məmmədov; род. 14 января 1977 год, Баку) — азербайджанский тренер по дзюдо. Заслуженный тренер Азербайджана. Тренер сборной Азербайджана по дзюдо.

## Биография
Фархад Мамедов родился 14 января 1977 года в Баку. В 2011 году назначен тренером в юниорскую сборную Азербайджана по дзюдо.
В 2013 году назначен старшим тренером национальной мужской сборной Азербайджана по дзюдо, в 2015 — главным тренером юниорской сборной Азербайджана по дзюдо. 
В октябре 2015 года подопечные Мамедова Хидаят Гейдаров и Фирудин Дадашов завоевали бронзовые медали на юниорском чемпионате мира в Абу-Даби.
В декабре 2016 года Фархад Мамедов был назван лучшем тренером года в Азербайджане по дзюдо.
Являлся личным тренером серебряного призёра Олимпийских игр Рустама Оруджева.
Личный тренер Эльмара Гасымова.

## Награды
- Почётный диплом президента Азербайджана (29 июня 2015, за заслуги в развитии азербайджанского спорта)[10][11]
- Медаль «Прогресс» (1 сентября 2016)[12][13]
- Заслуженный деятель физической культуры и спорта Азербайджана (20 декабря 2023)[14].